# Giulia Emmolo
Giulia Enrica Emmolo, née le 16 octobre 1991 à Imperia, est une joueuse de water-polo italienne, attaquante à l'Olympiakos du Pirée.
Elle est championne d'Europe en 2012.